# The Apostasy
The Apostasy — музичний альбом гурту Behemoth. Виданий 2007 року лейблом Regain Records. Загальна тривалість композицій становить 39:52. Альбом відносять до напрямку дез-метал.

## Список пісень

### CD
1. «Rome 64 °C.E.» — 1:25
2. «Slaying the Prophets ov Isa» — 3:23
3. «Prometherion» — 3:03
4. «At the Left Hand ov God» — 4:58
5. «Kriegsphilosophie» — 4:23
6. «Be Without Fear» — 3:17
7. «Arcana Hereticae» — 2:58
8. «Libertheme» — 4:53
9. «Inner Sanctum» — 5:01
10. «Pazuzu» — 2:36
11. «Christgrinding Avenue» — 3:51

### DVD
1. «Making of the Apostasy» — 25:28